# 1310-ті
Пізнє Середньовіччя •  Реконкіста  •  Авіньйонський полон пап  •  Монгольська імперія

## Події

### Руські землі
Землі колишньої Київської Русі перебували під контролем ординців і платили їм данину. Галицько-Волинське князівство очолювали Андрій та Лев Юрійовичі з династії Романовичів. 
1318 року в Золотій Орді страчено володимирського князя Михайла Ярославича за звинуваченням в отруєнні доньки великого хана Узбека. Ярлик на правління отримав московський князь Юрій Данилович. 

### Великий голод
У 1315-1317 роках Європу на північ від Альп та Піренеїв спіткало лихо катастрофічного масштабу — Великий голод, що виник після трьох неврожайних років поспіль і забрав понад 10% міського населення. 

### Священна Римська імперія
Король Німеччини Генріх VII Люксембург продовжив свій похід в Італію, метою якого було посвячення в імператори Священної Римської імперії. 1311 року він коронувався королем Італії в Мілані, захопив Кремону, Брешію, Бергамо та Геную. 1312 року він увійшов у Рим, але не зміг добратися до Ватикану через війська неаполітанського короля Роберта. Тому коронація відбулася в Латеранському палаці. Щойно коронований імператор пішов на південь на Неаполітанське королівство, але помер у поході. 1314 року в Німеччині обрано одразу двох королів: Фрідріха Австрійського та Людовика Баварського, між якими вже тривало збройне протистояння. У битві біля Гамельсдорфа 1313 року перемогу здобув Людвіг Баварський.
15 листопада 1315 року в битві біля Моргартена швейцарське ополчення кантонів Швіц, Урі та Унтервальден, що об'єднались в 1291, перемогли війська герцога Австрійського Леопольда Габсбурга, відстоявши незалежність Швейцарського союзу.

### Католицька церква
Продовжувався так званий Авіньйонський полон пап. 1311 року папи Климент V провів  В'єннський собор, за яким особисто спостерігав король Франції Філіп Красивий. Попри те, що собор не визнав провини за тамплієрами, орден все ж було розпущено через втрату репутації. Організований Філіпом Красивим суд над покійним папою Боніфацієм VIII теж не дав результатів. 1314 року відбулося публічне спалення останнього магістра Ордену тамплієрів Жака де Моле. За легендою Жак де Моле прокляв своїх ворогів. Климент V помер через місяць. Нового папу, Іоанна XXII, обрали тільки 1316 року.

### Франція
1314 року в королівстві спалахнув скандал у справі Нельської вежі, пов'язаний з подружньою невірністю невісток короля. Того ж року король Філіп IV Красивий помер, і на престол зійшов його син Людовик X. Коротке правління цього короля було знаменне проголошенням проголошення принципу, що кожна людина народжується вільною. Практично це означало відміну кріпосного права. Після смерті Людовика X 1316 року французький престол перейшов на чотири дні до його ще ненародженого сина Жана, після чого королем Франції став Філіп V Довгий. Для цього йому довелося відновити в країні положення Салічного закону, за яким трон не могла займати жінка.

### Британські острови
Королем Англії був Едуард II, правитель набагато слабший від свого батька. 1311 року англійські барони прийняли закон, що обмежував його владу в королівстві. 
1314 року шотландський король Роберт I Брюс завдав поразки англійським військам біля Баннокберна, відстоявши незалежність своєї країни. Наступного року його брат Едуард Брюс висадився в Ірландії й оголосив себе королем, однак англійці зуміли дати йому відсіч. 1316 року спалахнуло повстання в Уельсі, на чолі якого став Ллевелін Брен.

### Східна Європа
У Литві з 1316 року почав правити князь Гедимін, засновник династії Гедиміновичів. 1320 року Владислава Локетека, який продовжував консолідувати під своєю владою польські землі, короновано королем Польщі. Продовжувалося відновлення авторитету королівської влади в Угорщині, чому сприяла перемога 1312 року короля Карла Роберта над магнатами країни в битві при Розгановцях. У Сербії правив Стефан Урош II Милутин.

### Південна Європа
У містах-республіках півночі Апеннінського півострова тривала боротьба між гвельфами та гібелінами. У 1318-1319 роках гібеліни загрожували Генуї, якій вдалося вистояти завдяки допомозі короля Неаполя Роберта. За посередництвом папи римського встановився мир між Неаполем та Сицилією, де правив Федеріго II. 
1311 року Каталонська компанія захопила Ахейське князівство. Визнавши сюзеренітет Арагонського королівства, каталонці розпочали своє тривале правління на півдні Балканського півострова.

### Північна Європа
1314 року король Норвегії Гокон V переніс столицю з Бергена в Осло.
1318 року повстання у Швеції змусило короля Біргера Магнуссона втекти в Данію. Наступного року трирічного Магнуса Еріксона, внука норвезького короля Гокона V, проголосили королем водночас Швеції та Норвегії, що означало об'єднання двох країн. 
Король Данії Ерік VI помер 1319 року, а 1320-го новим королем обрали Хрістофера II.

### Азія
У Китаї продовжувалося правління монгольської династії Юань. 1320 року великим ханом монголів та імператором Китаю став Шідебала.
Єгипетські мамлюки дали відсіч нападу Ільханів на Сирію. З 1318 року, після страти візира Фазлуллаха в державі Ільханів почався період роздробленості. 
У Делійському султанаті 1320 року сталася зміна династії. До влади прийшла династія Туглак.